# Ascanio (guerriero frigio)
Ascanio (in greco antico: Ἀσκάνιος?, Askánios) è un personaggio della mitologia greca citato nell'Iliade, guerriero della Frigia, figlio di Ippotione, che partecipò alla Guerra di Troia come alleato del re Priamo.

## Il mito
Soldato semplice di schieramento troiano ed originario dell'Ascania, era dunque un Frigio.
Insieme ai due fratelli Mori e Palmi, si unì alle forze dei Troiani per volontà di Zeus e seguì Ettore verso l'ala destra dell'esercito troiano.